# Cyathea angolensis
Cyathea angolensis là một loài dương xỉ trong họ Cyatheaceae. Loài này được Welw. mô tả khoa học đầu tiên năm 1858.
Danh pháp khoa học của loài này chưa được làm sáng tỏ. 